# Dragon Ball Z: Zetsubō e no hankō!! Nokosareta chōsenshi - Gohan to Trunks
Doragon Bōru Zetto: Zetsubō e no Hankō!! Nokosareta Chōsenshi · Gohan to Trunks (ぜつぼうへのはんこう!!のこされたちょうせんし・ごはんとトランクス Zetsubō e no hankō!! Nokosareta chōsenshi - Gohan to Toranksu?, ¡¡Resistencia a la Desesperación!! Los Últimos Súper Guerreros: Gohan y Trunks), también conocida como Dragon Ball Z: La historia de Trunks en Estados Unidos, como Dragon Ball Z: Un futuro diferente: Gohan y Trunks en España y como Dragon Ball Z: Los Dos Guerreros del Futuro: Gohan y Trunks en Hispanoamérica, es una película especial para televisión (OVA) que sirve como un episodio especial de la "Saga de los Androides" del anime Dragon Ball Z. Esta ambientada entre los episodios 175 y 176 y fue estrenada el 24 de febrero de 1993.

## Sinopsis
En un mundo futuro y oscuro sin Son Goku, en donde los Androides 17 y 18 se han apoderado de la Tierra aterrorizando a la humanidad, Son Gohan deberá entrenar a Trunks del Futuro como la última esperanza defensora para detener a estas mortíferas máquinas asesinas.

## Argumento
En el futuro original. Unos años después de la victoria de Son Goku contra Freezer, éste regresa a la Tierra y sucumbe a una enfermedad viral del corazón. La muerte de Son Goku (enfrente de las miradas atónitas de sus amigos), al ser el resultado de causas naturales, significa que ya no puede ser revivido con las Esferas del Dragón. Seis meses después, Piccolo, Vegeta, Krillin, Ten Shin Han, Yamcha y Chaoz son asesinados por el Androide 17 y la Androide 18. Con la muerte de Piccolo, el guardián de la Tierra Kami-sama también muere y las Esferas del Dragón quedan inutilizadas de forma permanente, lo que hace imposible que nadie pueda ser revivido.
Trece años más tarde, los androides aterrorizan el planeta mientras que el único superviviente de la batalla, Son Gohan, intenta detenerlos repetidamente pero no lo consigue. Accede a entrenar a Trunks del Futuro, (el hijo adolescente de Vegeta y Bulma), que está deseando ayudarlo a derrotar a los androides. Son Gohan intenta provocar a Trunks del Futuro lo suficiente como para desencadenar su transformación en Super Saiyajin, pero no lo consigue. Mientras los dos descansan de su entrenamiento, los androides atacan un parque de atracciones y Son Gohan los desafía una vez más. A pesar de ser un Super Saiyajin, Son Gohan se ve superado y Trunks del Futuro acude en su ayuda. La Androide 18 derrota fácilmente a Trunks del Futuro obligando a Son Gohan a defenderlo. Mientras Son Gohan se esconde con su pupilo inconsciente en brazos, los androides, incapaces de encontrar sus objetivos, bombardean toda la zona con ráfagas de energía y se marchan. La pareja está a punto de morir y Son Gohan le da a Trunks su última Semilla del Ermitaño curativa para salvar su vida. Trunks se despierta y descubre que Son Gohan ha perdido su brazo izquierdo en el ataque y lo lleva a casa de su madre Bulma, quien le salva la vida. Una vez curado, Son Gohan retoma el entrenamiento de Trunks del Futuro. No mucho después, una enorme explosión estalla en una ciudad cercana. Aparentemente, Son Gohan permite que Trunks del Futuro se una a él en la batalla esta vez, pero sin que Trunks del Futuro lo sepa, Son Gohan lo golpea en la nuca y lo deja inconsciente, argumentando que Trunks del Futuro es la última esperanza del futuro y que si muere en la batalla con él, toda esperanza se habrá perdido y se marcha solo a enfrentarse a los androides. Son Gohan lucha ferozmente contra los androides, pero finalmente es superado y termina siendo asesinado por estos. Poco después Trunks del Futuro despierta del golpe y se apresura a entrar en la ciudad para ayudar a Son Gohan, pero solo termina encontrando a su difunto maestro tendido boca abajo en la calle. Ante esta tragedia, Trunks del Futuro se enfurece a tal grado de que finalmente se transforma en un Super Saiyajin.
Tres años después de aquel día trágico, Trunks del Futuro ayuda a Bulma a construir una máquina del tiempo cuando un aviso en la televisión indica que los androides están atacando una ciudad cercana. A pesar de las advertencias de Bulma, Trunks del Futuro se enfrenta a ellos pero es fácilmente superado y derrotado, pero de alguna manera consigue sobrevivir. Despierta en su casa con su madre a su lado, y finalmente decide que la máquina del tiempo es su mejor esperanza para detener a los androides. Una vez curado, Trunks del Futuro se prepara para partir con la medicina en la mano para curar la enfermedad del corazón del Son Goku del presente. Finalmente, viaja diecinueve años al pasado con la esperanza de cambiar su futuro.
En las escenas entre créditos, Trunks del Futuro llega al pasado, mata a Freezer y a King Cold, se encuentra con Son Goku y sus aliados, y surgen los androides 17 y 18.

## Reparto

### Actores de voz
- Takeshi Kusao como Trunks del futuro: Proveniente del futuro caótico. Es un joven adolescente, hijo de Vegeta y Bulma y aprendiz de Son Gohan. Es entrenado para liberar a su mundo de la destrucción masiva causada por los Androides.
- Masako Nozawa como Son Gohan del futuro: Proveniente del futuro caótico. Hijo de Son Goku y Milk. Se entrena solo para intentar derrotar a los Androides pero tras fallar en constantes ocasiones, entrena a Trunks del Futuro como la última esperanza para el mundo. Sin embargo, en medio de una batalla fatal, muere asesinado por los Androides.
  - Nozawa también aparece como Son Goku del futuro: Un poderoso guerrero Saiyajin y miembro de los Guerreros Z, quien muere a causa de una enfermedad cardíaca.
- Hiromi Tsuru como Bulma del futuro: Proveniente del futuro caótico. Madre de Trunks del Futuro. Es una científica experta. Para el final de la película, crea una máquina del tiempo y la cura para sanar al Son Goku del presente.
- Shigeru Nakahara como Androide 17 del futuro: Proveniente del futuro caótico. Villano principal de la historia. Es un joven humano criminal convertido en "androide" tras ser mejorado con partes cibernéticas por el Dr. Gero. Es un guerrero poderoso, peligroso y despiadado que le gusta divertirse provocando destrucción y matando a las personas.
- Miki Ito como Androide 18 del futuro: Proveniente del futuro caótico. Villana principal de la historia. Es una joven humana criminal convertida en "androide" tras ser mejorada con partes cibernéticas por el Dr. Gero. Es una guerrera poderosa, peligrosa y despiadada que causa destrucción y mata solo por diversión. Aunque es más sensata, fría y astuta que su hermano.
- Kohei Miyauchi como Maestro Roshi del futuro: Proveniente del futuro caótico. Maestro de Son Goku. Al refugiarse en un submarino, es uno de los pocos supervivientes a la destrucción masiva causada por los Androides.
- Naoko Watanabe como Puar del futuro: Proveniente del futuro caótico. Es un gato azul cambiaformas. Al refugiarse junto al maestro Roshi en un submarino, es uno de los pocos supervivientes a la destrucción masiva causada por los Androides.
  - Watanabe también aparece como Milk del futuro: Proveniente del futuro caótico. Una exguerrera. Viuda de Son Goku y madre de Son Gohan. Es una de los pocos supervivientes de la destrucción masiva causada por los Androides.
- Naoki Tatsuta como Oolong del futuro: Proveniente del futuro caótico. Es un cerdo humanoide cambiaformas. Al refugiarse junto al maestro Roshi en un submarino, es uno de los pocos supervivientes de la destrucción masiva causada por los Androides.
- Daisuke Gori como Ox-Satan del futuro: Proveniente del futuro caótico. Es un exguerrero y padre de Milk. Además, es uno de los pocos supervivientes de la destrucción masiva causada por los Androides.
- Mayumi Tanaka como Krilin del futuro: Proveniente del futuro caótico. Miembro de los Guerreros Z. Muere asesinado por los Androides.
- Ryo Horikawa como Vegeta del futuro: Proveniente del futuro caótico. Príncipe de los Saiyajin, padre de Trunks del Futuro y miembro de los Guerreros Z. Muere asesinado por los Androides.
- Toshio Furukawa como Piccolo del futuro: Proveniente del futuro caótico. Poderoso guerrero namekiano y miembro de los Guerreros Z. Muere asesinado por los Androides.
- Tōru Furuya como Yamcha del futuro: Proveniente del futuro caótico. Poderoso guerrero y miembro de los Guerreros Z. Muere asesinado por los Androides.

### Otros personajes (No hablados)
Personajes que aparecen de fondo pero que a lo largo de su presencia en la película no hablan o no tienen diálogos:
- Ten Shin Han del futuro: Proveniente del futuro caótico. Poderoso guerrero y miembro de los Guerreros Z. Muere asesinado por los Androides.
- Chaoz del futuro: Proveniente del futuro caótico. Miembro de los Guerreros Z. Muere asesinado por los Androides.
- Yajirobe del futuro: Proveniente del futuro caótico. Acompañante del maestro Karin y miembro de los Guerreros Z. Es uno de los pocos supervivientes de la destrucción masiva causada por los Androides.
- Freezer / Cyborg Freezer: Proveniente del presente. Es un malvado y poderoso emperador extraterrestre. Muere asesinado por Trunks del futuro.
- King Cold: Proveniente del presente. Padre de Freezer. Muere asesinado por Trunks del futuro.
- Son Goku: Proveniente del presente. Es un poderoso guerrero Saiyajin y miembro de los Guerreros Z. Se logra curar de su enfermedad tras recibir la cura por parte de Trunks del futuro.
- Androide 17: Proveniente del presente. Es un joven criminal convertido por el Dr. Gero en un "androide" con la misión de matar a Son Goku.
- Androide 18: Proveniente del presente. Es una joven criminal convertida por el Dr. Gero en una "androide" con la misión de matar a Son Goku.
- Dr. Gero: Es un científico loco, responsable de la creación de todos los Androides, incluyendo las transformaciones de 17 y 18.
- Vegeta: Proveniente del presente. Príncipe Saiyajin, miembro de los Guerreros Z y padre de Trunks.
- Piccolo: Proveniente del presente. Originario del planeta Namek. Es un poderoso guerrero y miembro de los Guerreros Z.
- Ten Shin Han: Proveniente del presente. Es un poderoso guerrero y miembro de los Guerreros Z.
- Chaoz: Proveniente del presente. Es el acompañante de Ten Shin Han y un miembro de los Guerreros Z.
- Krilin: Proveniente del presente. Es un poderoso guerrero, el mejor amigo de Son Goku y un miembro de los Guerreros Z.
- Son Gohan: Proveniente del presente. Hijo de Son Goku y Milk. A pesar de ser un niño, demuestra ser un guerrero poderoso por lo que también forma parte de los Guerreros Z.
- Bulma: Esposa de Vegeta y madre de Trunks. Al igual que su contraparte futura, es una científica experta y brillante.
- Yamcha: Exenamorado de Bulma. Es un poderoso guerrero y miembro de los Guerreros Z.

## Doblaje
| Nombre del personaje                    | Seiyū               | Doblaje Hispanoamérica        | Doblaje España                | Doblaje Inglés            |
| --------------------------------------- | ------------------- | ----------------------------- | ----------------------------- | ------------------------- |
| Trunks del futuro                       | Takeshi Kusao       | Sergio Bonilla                | Rafa Torres                   | Eric Vale                 |
| Trunks del futuro                       | Hiromi Tsuru (Bebé) | Gaby Ugarte (Bebé)            | María del Pilar Valdés (Bebé) | Stephanie Nadolny (Bebé)  |
| Son Gohan del futuro                    | Masako Nozawa       | Luis Alfonso Mendoza (Adulto) | Miguel Ángel Montero (Adulto) | David Clarke              |
| Son Gohan del futuro                    | Masako Nozawa       | Laura Torres (Niño)           | Ana Cremades (Niño)           | Stephanie Nadolny (Niño)  |
| Bulma del futuro                        | Hiromi Tsuru        | Mónica Manjarrez              | Nonia de la Gala              | Tiffany Vollmer           |
| Androide N°17 del futuro                | Shigeru Nakahara    | Genaro Vázquez                | Manolo Solo                   | Chuck Huber               |
| Androide N°18 del futuro                | Miki Ito            | Cristina Camargo              | Ana Fernández                 | Meredith McCoy            |
| Vegeta del futuro                       | Ryo Horikawa        | René García                   | Alejandro Albaiceta           | Christopher Sabat         |
| Krillin del futuro                      | Mayumi Tanaka       | Eduardo Garza                 | Ángeles Neira                 | Juan Burgmeier            |
| Maestro Roshi del futuro / Kame Sen'nin | Kohei Miyauchi      | Jesús Colín                   | Mariano Peña                  | Mike McFarland            |
| Chi-Chi del futuro / Milk               | Naoko Watanabe      | Patricia Acevedo              | Julia Oliva                   | Cynthia Cranz             |
| Ox-Satán del futuro / Gyūmaō            | Daisuke Gori        | Mario Sauret                  | Juan Fernández                | Mark Britten              |
| Oolong del futuro                       | Naoki Tatsuta       | Arturo Mercado                | Antonio Inchausti             | Bradford Jackson          |
| Puar del futuro                         | Naoko Watanabe      | Cristina Camargo              | María del Pilar Valdés        | Monika Antonelli          |
| Son Goku del futuro / Kakarotto         | Masako Nozawa       | Mario Castañeda               | José Antonio Gavira           | Sean Schemmel             |
| Son Goku del futuro / Kakarotto         | Masako Nozawa       | Laura Torres (Joven)          | José Antonio Gavira           | Stephanie Nadolny (Joven) |
| Tortuga de mar del futuro / Umigame     | Daisuke Gori        | Herman López                  | Alberto Hidalgo               | Christopher Sabat         |
| Piccolo del futuro / Piccoro            | Toshio Furukawa     | Carlos Segundo                | Luis Fernando Ríos            | Christopher Sabat         |
| Yamcha del futuro                       | Toru Furuya         | Jesús Barrero                 | Francisco Lozano              | Christopher Sabat         |
| Narrador                                | Jōji Yanami         | José Lavat                    | Jorge Tome                    | Dale Kelly                |
| Narrador                                | Jōji Yanami         | José Lavat                    | Jorge Tome                    | Kyle Hebert               |

### Voces adicionales (Hispanoamérica)
- Niña - Gaby Ugarte
- Ciudadanos - Abel Rocha, José Luis McConell y José Arenas
- Reporteros - Gabriel Pingarrón

### Créditos técnicos (Hispanoamérica)
- Estudio de doblaje: Intertrack
- Dirección de doblaje: Gloria Rocha

## Banda sonora

### Tema de apertura (opening)
- «Cha-La Head-Cha-La»
  - En su idioma original, interpretado por Hironobu Kageyama
  - En el doblaje latino, interpretado por Ricardo Silva
  - En el doblaje castellano, interpretado por Jordi Cubino

### Tema de cierre (ending)
- «Aoi Kaze no HOPE» (青い風のHOPE?) / «El viento azul de esperanza»
  - En su idioma original, interpretado por Hironobu Kageyama y KŪKO (Waffle)
  - En el doblaje latino, interpretado por Luis de Lille / Adrián Barba